# Lahontan Valley

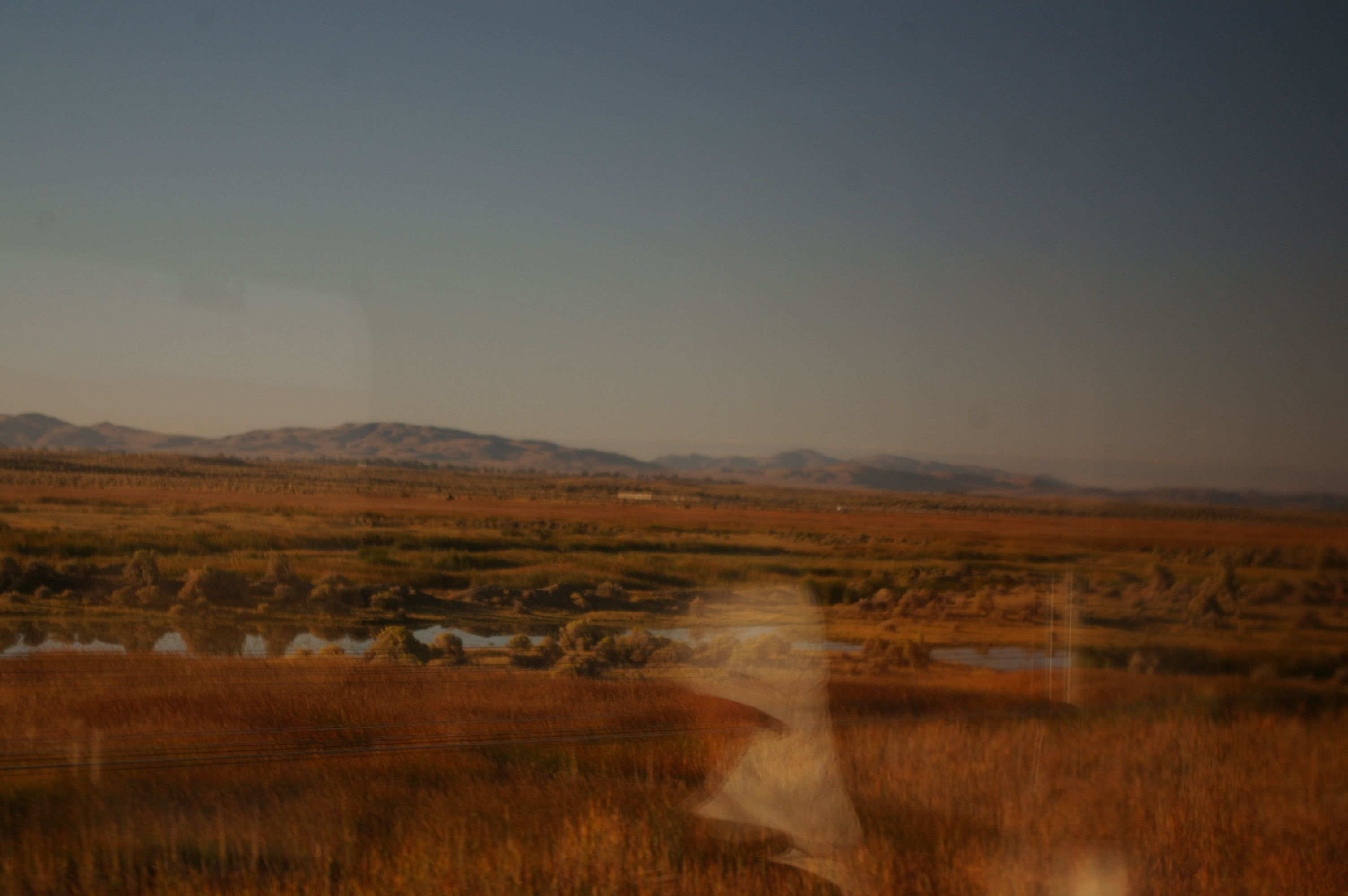
Blick aus dem California Zephyr auf das Lahontan Valley Richtung Fallon (Nevada)

Das Lahontan Valley (Lahontan-Tal) ist ein Talbecken im Churchill County im Südwesten des US-Bundesstaates Nevada. Das Tal ist, wie auch andere Senken und Seen in der Umgebung, ein Überrest des prähistorischen Lake Lahontan, der nach der letzten Eiszeit vor etwa 12.500 Jahren die Umgebung bedeckte. Benachbart sind die Senken Carson Sink und Humboldt Sink. Drei größere Seen liegen in einem westlichen Bogen um das Lahontan Valley: Pyramid Lake, Lake Tahoe und Walker Lake. Der einzige größere Ort in dem dünnbesiedelten Gebiet ist Fallon (Nevada). Wie der ehemalige Lake Lahontan ist das Tal benannt nach Louis-Armand de Lom d’Arce de Lahontan, Baron de Lahontan.

## Forty Mile Desert
Während des kalifornischen Goldrauschs und der Zeit der Siedlertrecks vor dem Bau der transkontinentalen Eisenbahnen war das Lahontan Valley unter dem Namen Forty Mile Desert berüchtigt und gefürchtet. Der California Trail, auf dem die ersten Siedler und Goldsucher Mitte des 19. Jahrhunderts nach Kalifornien zogen, folgte dem Humboldt River, der in der Humboldt Sink endet. Hier begann eine beschwerliche Reise durch wasserlose Wüste. Westlich der Humboldt Sink gabelte sich die Route: Der südliche Zweig ging zum Carson River, der nördliche zum Truckee River; auf beiden Wegen traf man erst nach etwa 40 Meilen (64 km) wieder auf trinkbares Wasser.
Die Truckee-Route ging vom heutigen Lovelock (Nevada) nach Wadsworth beim heutigen Fernley am Truckee River; die Interstate 80 (I-80) folgt im Wesentlichen diesem Weg, der am nördlichen Rand des Lahontan Valley verläuft. Die Carson-Route durch das zentrale Lahontan Valley ging südlicher nach Fallon, wo sie auf den Carson River traf; die Erste Transkontinentale Eisenbahn und der U.S. Highway 95 (US 95) nehmen in etwa den gleichen Weg. An der Kreuzung der I-80 mit der US 95 steht eine Gedenktafel (State Historical Marker).
Mark Twain berichtete in Roughing It (1872; deutsch: Durch Dick und Dünn) von seinen Eindrücken bei einer Reise mit der Postkutsche durch das Lahontan Valley im Sommer 1861: Die Kutschräder sanken im sandigen Untergrund bis zu einem Fuß tief ein, und der Weg war bedeckt mit Knochen verendeter Ochsen und Pferde.
Wenn möglich, wurde diese Strecke nachts zurückgelegt. Eine Umfrage von 1850 zählte 953 Gräber entlang dieses Teils des Weges, zusammen mit Tausenden von Tierskeletten und zurückgelassenen Habseligkeiten verzweifelter Reisender.